# Janisjarwi
Der Janisjarwi (russisch Янисъярви; finnische Bezeichnung Jänisjärvi, „Hasensee“) ist ein 200 km² großer See in der Republik Karelien in Russland nördlich des Ladogasees gelegen.
Der See wird vom Jänisjoki durchflossen und zum südlich gelegenen Ladogasee entwässert.
Das Einzugsgebiet des Sees umfasst 3660 km².
Das Becken des annähernd kreisförmigen Sees ist das Ergebnis eines Meteoriteneinschlags vor 700±5 Millionen Jahren (nach anderen Quellen 698±22 Mio. Jahre) während des Cryogeniums.
Der Impaktkrater hat einen Durchmesser von 14 km.
Vor dem Zweiten Weltkrieg nahm man noch an, dass dies die zweite bekannte vulkanische Caldera in Finnland sei – die andere war der See Lappajärvi.
Später stellte sich heraus, dass sich beide Seen in Einschlagskratern gebildet haben.